# Mandjelia thorelli
Espèce
Synonymes
- Trittame thorelli Raven, 1990

Mandjelia thorelli est une espèce d'araignées mygalomorphes de la famille des Barychelidae.

## Distribution
Cette espèce est endémique du Queensland en Australie.

## Publication originale
- Raven, 1990 : A revision of the Australian spider genus Trittame Koch (Mygalomorphae: Barychelidae) and a new related genus. Invertebrate Taxonomy, vol. 4, p. 21-54.